# Виллалаго
Виллалаго (итал. Villalago) — коммуна в Италии, расположена в области Абруццо, подчиняется административному центру Л’Акуила.
Население составляет 622 человека (на 2005 г.), плотность населения составляет 17,61 чел./км². Занимает площадь 35,33 км². Почтовый индекс — 67030. Телефонный код — 0864.
Покровителем населённого пункта считается святой Доминик Сорианский. Праздник ежегодно празднуется 22 августа.